# 山陰高等学校野球大会
山陰高等学校野球大会（さんいんこうとうがっこうやきゅうたいかい）は、鳥取県・島根県両県で開催されている高校野球の地方大会。鳥取県高等学校野球連盟・島根県高等学校野球連盟主催、朝日新聞社・両県教育委員会後援。一般に山陰高校野球大会または山陰大会と呼ばれる。

## 概要
例年、春季中国大会翌週の6月中旬頃に開催され、鳥取・島根両県の春の県大会上位2校（2019年までは3校。但し1978～1988、2011年は4校）が参加し、トーナメント方式で優勝が争われる。中国大会や、7月に行われる全国高校野球選手権鳥取大会・島根大会とは直接関係ない。
かつて夏の大会の予選などで激しい戦いを繰り広げた山陰両県の親善とレベルアップを図るため開催されており、全国大会および中国大会をはじめとする春秋の各地区大会以外では、全国で唯一、実質的予選を伴う大会である。
12回大会までは、県大会3位までの同位校同士の対抗戦方式を採っており、1位校対抗戦の勝者を優勝としていた。その後13回大会からは、上位校によるトーナメントで争っている（ただし、開催地区の学校が3位以内に入らなかったとき、地区大会の成績に応じその地区から1校を優先的に出場させていたこともあった）。また、27回大会までは全山陰選抜高等学校野球大会、山陰選抜高等学校野球大会（山陰選抜大会）という名称であったが、山陰放送の実質的な支援が打ち切られるのを機に、28回大会をもって現在の名称となり今に至っている。
2024年までの決勝戦の成績（同一県同士による決勝も含む）は、鳥取県勢の24勝、島根県勢の37勝（優勝預かり1回・中止1回を除く）で、2004年から2016年にかけては島根県勢が13連覇した。
使用球場は鳥取・島根のいずれかの県の単一の球場で、持ち回りで開催される。開催期間は3日間で、この期間を超えての雨天などによる順延はない。

## 出場校および決勝戦結果
| 年度             | 鳥取県代表                       | 島根県代表                         | 決勝                       | 球場                |
| ---------------- | -------------------------------- | ---------------------------------- | -------------------------- | ------------------- |
| 1962年（第1回）  | 倉吉東、境、米子東               | 松江商、島根農大付、江津工         | 松江商 4－3 倉吉東         | 市営湊山            |
| 1963年（第2回）  | 米子南、境、鳥取工               | 大田、松江南、江津                 | 大田 2－1 米子南           | 松江市営(旧)        |
| 1964年（第3回）  | 米子南、米子工、倉吉東           | 浜田、松江商、邇摩                 | 浜田 2－1 米子南           | 市営湊山            |
| 1965年（第4回）  | 米子工、米子南、米子東           | 松江商、江津工、淞南               | 松江商 3－2 米子工         | 松江市営(旧)        |
| 1966年（第5回）  | 米子東、鳥取西、米子工           | 浜田、大田、松江商                 | 浜田 2－1 米子東           | 市営湊山            |
| 1967年（第6回）  | 米子工、八頭、鳥取西             | 大社、邇摩、松江商                 | 米子工 17－0 大社          | 松江市営(旧)        |
| 1968年（第7回）  | 米子東、米子南、倉吉東           | 邇摩、出雲商、津和野               | 米子東 （優勝預かり） 邇摩 | 市営湊山            |
| 1969年（第8回）  | 米子商、米子工、倉吉産           | 浜田商、大田、松江農林             | 米子商 15－6 浜田商        | 松江市営(旧)        |
| 1970年（第9回）  | 米子東、由良育英、鳥取西         | 江津工、浜田、邇摩                 | 米子東 5－4 江津工         | 市営湊山            |
| 1971年（第10回） | 鳥取西、鳥取商、米子工           | 浜田、出雲西、松江工               | 鳥取西 2－0 浜田           | 松江市営(旧)        |
| 1972年（第11回） | 鳥取工、米子東、鳥取西           | 出雲西、松江商、大社               | 出雲西 5－1 鳥取工         | 市営湊山、 米子高専 |
| 1973年（第12回） | 米子商、境、鳥取西               | 松江商、大田、松江工               | 米子商 5－2 松江商         | 松江市営(旧)        |
| 1974年（第13回） | 鳥取西、境、倉吉北               | 益田、江津、邇摩                   | 境 12－3 倉吉北            | 市営湊山            |
| 1975年（第14回） | 鳥取西、倉吉北、倉吉産           | 津和野、大田、出雲西               | 鳥取西 4－1 津和野         | 県立浜山            |
| 1976年（第15回） | 米子東、倉吉北、倉吉工           | 江津、大田、出雲                   | 大田 6－4 倉吉北           | 市営湊山            |
| 1977年（第16回） | 米子東、境、米子工               | 益田、浜田、大田                   | 浜田 5－2 大田             | 県立浜山            |
| 1978年（第17回） | 鳥取工、倉吉産、米子東、米子工   | 江津工、大田、江津、江の川         | 江津 2－1 江津工           | 市営湊山            |
| 1979年（第18回） | 境、八頭、倉吉北、鳥取商         | 浜田、益田商、江津工、大社         | 倉吉北 9－1 浜田           | 松江市営            |
| 1980年（第19回） | 倉吉北、米子東、由良育英、鳥取商 | 三刀屋、大社、出雲西、安来         | 三刀屋 9－2 安来           | 市営湊山            |
| 1981年（第20回） | 米子工、鳥取商、八頭、倉吉東     | 江津工、江の川、出雲商、益田商     | 益田商 11－3 倉吉東        | 県立浜山            |
| 1982年（第21回） | 米子商、鳥取西、鳥取西工、境     | 浜田、三刀屋、出雲商、江津工       | 境 7－3 江津工             | 市営湊山            |
| 1983年（第22回） | 鳥取商、倉吉西、倉吉産、鳥取西   | 大社、浜田、江の川、松江商         | 大社 7－0 浜田             | 松江市営            |
| 1984年（第23回） | 鳥取商、米子工、米子、鳥取工     | 江の川、大田、出雲西、松江農林     | 大田 7－5 鳥取商           | 市営湊山            |
| 1985年（第24回） | 鳥取商、境、米子東、鳥取工       | 大田、平田、大社、江の川           | 境 17－0 鳥取商            | 松江市営            |
| 1986年（第25回） | 倉吉北、八頭、鳥取商、根雨       | 平田、浜田、浜田商、出雲商         | 根雨 3－1 倉吉北           | 市営湊山            |
| 1987年（第26回） | 境、由良育英、八頭、鳥取商       | 大社、邇摩、益田農林、出雲         | 境 16－7 八頭              | 松江市営            |
| 1988年（第27回） | 米子東、倉吉東、境、倉吉産       | 江の川、松江東、平田、松江南       | 境 8－2 倉吉東             | 市営湊山            |
| 1989年（第28回） | 米子西、鳥取東、米子北           | 松江東、出雲、大田                 | 米子北 8－2 松江東         | 県立浜山            |
| 1990年（第29回） | 境、鳥取商、倉吉北               | 淞南学園、松江一、津和野           | 淞南学園 10－3 倉吉北      | 倉吉市営            |
| 1991年（第30回） | 米子商、鳥取城北、倉吉西         | 益田農林、淞南学園、平田           | 米子商 5－2 鳥取城北       | 浜田市              |
| 1992年（第31回） | 米子商、倉吉産、鳥取西           | 江の川、大社、川本                 | 江の川 6－1 大社           | 県立布勢            |
| 1993年（第32回） | 倉吉北、鳥取西、米子西           | 淞南学園、松江一、浜田             | 倉吉北 7－6 淞南学園       | 松江市営            |
| 1994年（第33回） | 倉吉北、八頭、鳥取工             | 淞南学園、平田、江の川             | 淞南学園 4－0 平田         | 倉吉市営            |
| 1995年（第34回） | 鳥取西、米子東、倉吉北           | 江の川、大社、松江北               | 鳥取西 6－5 江の川         | 県立浜山            |
| 1996年（第35回） | 米子北、倉吉東、鳥取城北         | 大社、益田東、松江北               | 益田東 6－4 大社           | 江津市民            |
| 1997年（第36回） | 鳥取西、米子東、鳥取城北         | 大社、矢上、松江商                 | 鳥取城北 7－2 大社         | 米子市民            |
| 1998年（第37回） | 境、米子北、鳥取西               | 浜田、三刀屋、松江北               | 境 5－4 浜田               | 県立布勢            |
| 1999年（第38回） | 米子東、倉吉北、鳥取西           | 隠岐、益田東、開星                 | 隠岐 8－5 鳥取西           | 松江市営            |
| 2000年（第39回） | 米子商、由良育英、鳥取商         | 三刀屋、開星、益田                 | 開星 7－5 三刀屋           | 倉吉市営            |
| 2001年（第40回） | 米子西、八頭、境                 | 邇摩、浜田、出雲北陵               | 八頭 2－1 米子西           | 県立浜山            |
| 2002年（第41回） | 鳥取西、八頭、境港工             | 益田東、浜田商、江の川             | 江の川 7－6 鳥取西         | 米子市民            |
| 2003年（第42回） | 境、由良育英、八頭               | 浜田、開星、飯南                   | 境 3－1 浜田               | 江津市民            |
| 2004年（第43回） | 鳥取西、倉吉北、八頭             | 平田、出雲北陵、出雲               | 出雲北陵 12－2 平田        | 県立布勢            |
| 2005年（第44回） | 鳥取西、倉吉総合産、米子松蔭     | 立正大淞南、開星、三刀屋           | 開星 3－0 立正大淞南       | 平田愛宕山          |
| 2006年（第45回） | 鳥取城北、境、米子松蔭           | 開星、江の川、浜田                 | 開星 7－0 江の川           | 倉吉市営            |
| 2007年（第46回） | 鳥取西、米子東、鳥取商           | 江の川、浜田、松江農林             | 江の川 6－3 鳥取西         | 江津市民            |
| 2008年（第47回） | 鳥取商、鳥取城北、鳥取中央育英   | 開星、大社、浜田                   | 開星 7－0 鳥取商           | コカ・コーラ        |
| 2009年（第48回） | 八頭、鳥取城北、米子東           | 立正大淞南、開星、大社             | 開星 5－0 立正大淞南       | 松江市営            |
| 2010年（第49回） | 八頭、鳥取中央育英、米子北       | 出雲、松江農林、開星               | 開星 12－8 米子北          | コカ・コーラ        |
| 2011年（第50回） | 鳥取西、倉吉東、鳥取城北、八頭   | 石見智翠館、開星、矢上、立正大淞南 | 開星 9－6 矢上             | 松江市営            |
| 2012年（第51回） | 八頭、倉吉総合産、鳥取城北       | 浜田、松江商、大社                 | 浜田 7－2 八頭             | 倉吉市営            |
| 2013年（第52回） | 米子北、八頭、倉吉総合産         | 開星、立正大淞南、出雲西           | 開星 7－1 立正大淞南       | 江津市民            |
| 2014年（第53回） | 鳥取西、八頭、鳥取商             | 開星、大東、大社                   | 大社 5－3 鳥取商           | コカ・コーラ        |
| 2015年（第54回） | 鳥取商、米子北、米子西           | 島根中央、松江商、開星             | 島根中央 11－4 松江商      | 江津市民            |
| 2016年（第55回） | 鳥取城北、鳥取西、倉吉東         | 益田東、大東、開星                 | 益田東 12－1 大東          | コカ・コーラ        |
| 2017年（第56回） | 鳥取城北、米子東、倉吉東         | 石見智翠館、大社、益田東           | 鳥取城北 13－3 石見智翠館  | 江津市民            |
| 2018年（第57回） | 八頭、米子北、鳥取商             | 石見智翠館、立正大淞南、開星       | 石見智翠館 8－6 立正大淞南 | コカ・コーラ        |
| 2019年（第58回） | 米子東、鳥取城北、鳥取商         | 大社、三刀屋、矢上                 | 米子東 6－3 大社           | 松江市営            |
| 2020年（第59回） | （中止）                         | （中止）                           | （中止）                   | （中止）            |
| 2021年（第60回） | 米子松蔭、米子東                 | 立正大淞南、浜田                   | 浜田 5－4 立正大淞南       | 松江市営            |
| 2022年（第61回） | 鳥取城北、米子松蔭               | 立正大淞南、石見智翠館             | 立正大淞南 7－4 石見智翠館 | 米子市民            |
| 2023年（第62回） | 鳥取城北、米子松蔭               | 大社、立正大淞南                   | 立正大淞南 6－0 米子松蔭   | 松江市営            |
| 2024年（第63回） | 鳥取城北、米子松蔭               | 益田東、石見智翠館                 | 石見智翠館 1－0 益田東     | 米子市民            |
| 2025年（第64回） | 鳥取城北、米子東                 | 矢上、大社                         | 矢上 14－4 鳥取城北        | 松江市営            |

## 優勝回数
※優勝預かり1回は除く。64回大会まで
| 回数 | 校名                                                                                   |
| ---- | -------------------------------------------------------------------------------------- |
| 8回  | 開星                                                                                   |
| 7回  | 境                                                                                     |
| 6回  |                                                                                        |
| 5回  | 浜田、石見智翠館                                                                       |
| 4回  | 立正大淞南                                                                             |
| 3回  | 大田、米子松蔭、鳥取西                                                                 |
| 2回  | 松江商、倉吉北、大社、益田東、鳥取城北、米子東                                         |
| 1回  | 出雲西、江津、三刀屋、明誠、隠岐、出雲北陵、米子工、日野、米子北、八頭、島根中央、矢上 |

## 出場回数
※64回大会まで
| 回数 | 校名                                                                     |
| ---- | ------------------------------------------------------------------------ |
| 23回 | 鳥取西                                                                   |
| 22回 |                                                                          |
| 21回 | 米子東                                                                   |
| 20回 |                                                                          |
| 19回 | 大社                                                                     |
| 18回 | 浜田                                                                     |
| 17回 | 八頭、鳥取商、石見智翠館                                                 |
| 16回 |                                                                          |
| 15回 | 境、開星、鳥取城北                                                       |
| 14回 |                                                                          |
| 13回 | 立正大淞南                                                               |
| 12回 | 倉吉北、米子松蔭                                                         |
| 11回 | 大田、松江商                                                             |
| 10回 | 米子工、倉吉総合産                                                       |
| 9回  | 倉吉東                                                                   |
| 8回  |                                                                          |
| 7回  | 江津工、邇摩、鳥取中央育英、米子北                                       |
| 6回  | 鳥取工、平田、出雲西、三刀屋、益田東                                     |
| 5回  | 松江農林、出雲                                                           |
| 4回  | 出雲商、江津、米子南、米子西、矢上                                       |
| 3回  | 松江北、津和野、浜田商、益田                                             |
| 2回  | 松江南、松江工、松江東、出雲北陵、益田翔陽、明誠、倉吉西、島根中央、大東 |
| 1回  | 安来、隠岐、飯南、米子、日野、境港総合技術、鳥取湖陵、鳥取東             |